# Gonzalo P. Curiel
Gonzalo P. Curiel (7 de septiembre de 1953) es un juez superior de distrito de los Estados Unidos del Tribunal de Distrito de los Estados Unidos para el Distrito Sur de California.

## Primeros Años y Educación

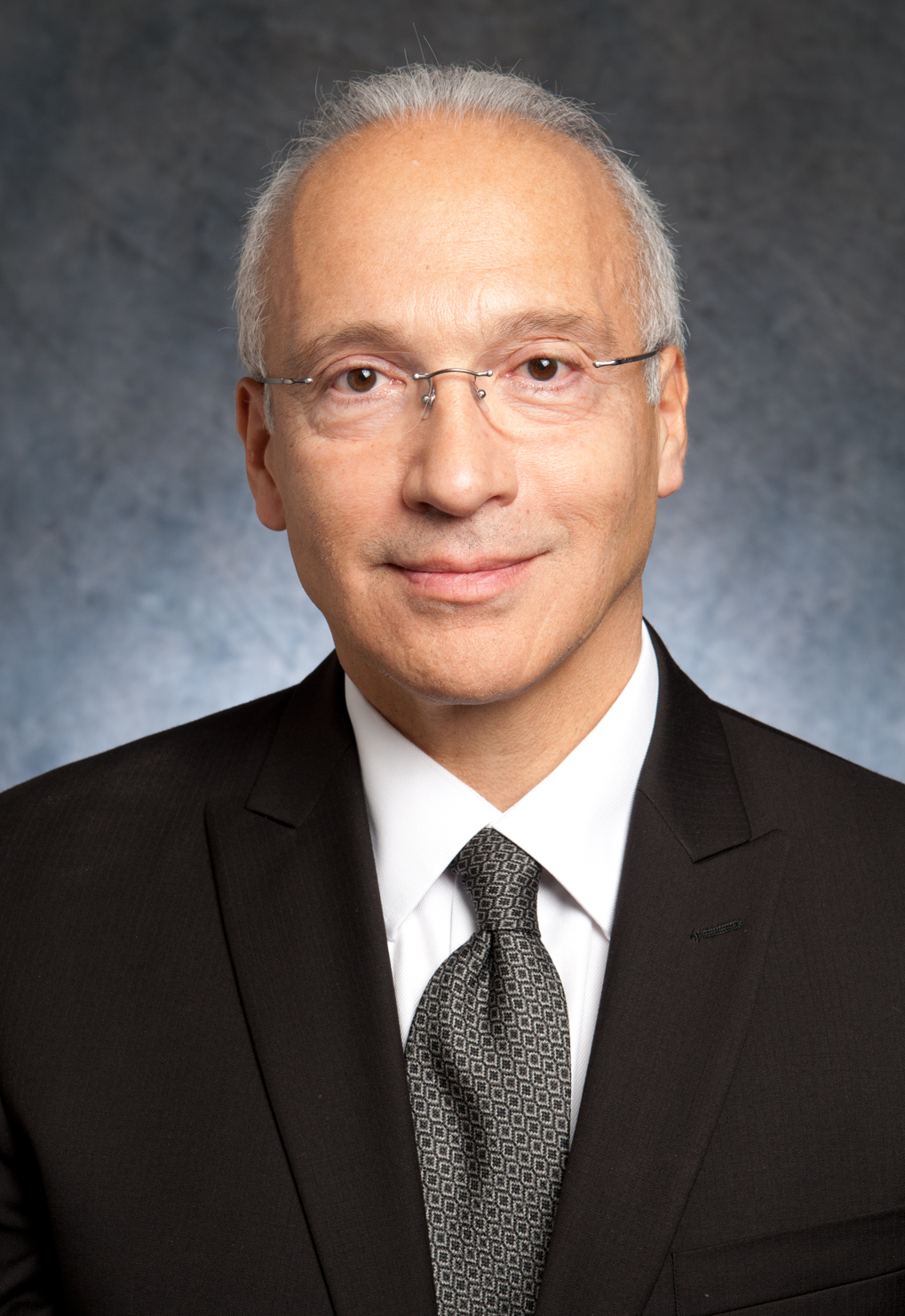
Juez Gonzalo Curiel

Curiel nació en East Chicago, Indiana, el menor de cuatro hermanos. Sus padres, Salvador y Francisca, habían emigrado de Mascota, un pequeño pueblo mexicano cerca de Puerto Vallarta en el estado de Jalisco. Salvador trabajó como trabajador en Arizona antes de mudarse a Indiana, donde trabajó en las acerías. Los padres de Curiel se casaron en 1946  Raúl también habría dicho que Salvador llegó a los Estados Unidos en la década de 1920. y luego se convirtieron en ciudadanos estadounidenses.
Curiel se graduó de la escuela secundaria en el Instituto Bishop Noll.   Recibió su Licenciatura en Artes de la Universidad de Indiana en 1976 y su Juris Doctor de la Facultad de Derecho de la Universidad de Indiana en 1979 y es miembro de la fraternidad Kappa Alpha Psi.

## Carrera prejudicial
Curiel trabajó en la práctica privada, primero en James, James & Manning de 1979 a 1986 y luego en Barbosa & Vera de 1986 a 1989. Fue Abogado Asistente en Estados Unidos en el Distrito Sur de California de 1989 a 2002. Mientras estuvo en el Distrito Sur, se desempeñó como Subdirector (1996–1999 ) y luego Jefe (1999–2002) de la División de Control de Narcóticos.
Durante su mandato en la División Antinarcóticos, Curiel manejó un caso que involucraba a dos presuntos miembros del Cártel Arellano Félix de Tijuana, México. Ley estadounidense Las autoridades arrestaron a los dos presuntos asesinos en California, basándose en información de las autoridades mexicanas, y Curiel solicitó su extradición a México. Los dos hombres objetaron la extradición argumentando que la información utilizada para localizarlos había sido obtenida en México mediante tortura. Curiel argumentó: "El gobierno [de Estados Unidos] no está aquí para negar que existe la posibilidad de tortura... Hay acusaciones serias de tortura, pero el foro para ventilar esas acusaciones es el gobierno de México".
Mientras aún estaba bajo custodia de los Estados Unidos, uno de los hombres supuestamente amenazó la vida de Curiel, por lo que Curiel tuvo que vivir bajo protección federal por un tiempo. El caso de extradición llegó a un tribunal federal de apelaciones, con Curiel argumentando el caso. El tribunal de apelaciones decidió que la extradición podía proceder, diciendo que había pruebas suficientes para respaldarla sin utilizar las pruebas supuestamente obtenidas mediante tortura. Curiel elogió el fallo, que según él podría conducir a a una mayor cooperación entre los dos países en la lucha contra el Cártel de Narcotraficantes.
Luego, Curiel trabajó como fiscal adjunto de los Estados Unidos en el Distrito Central de California de 2002 a 2006.

## Carrera Judicial

### Tribunal Superior de California
En 2006, el gobernador Arnold Schwarzenegger nombró a Curiel para el Tribunal Superior del Condado de San Diego. Ocupó ese cargo hasta su nombramiento como juez federal.

### Servicio Judicial Federal
El 10 de noviembre de 2011, el presidente Barack Obama nominó a Curiel para desempeñarse como juez de distrito de los Estados Unidos en el Tribunal de Distrito de los Estados Unidos para el Distrito Sur de California.  Reemplazó al juez Thomas J. Whelan, que había asumido la categoría de mayor rango. Curiel fue calificado como "bien calificado" por una mayoría sustancial del Comité Permanente del Poder Judicial Federal de la Asociación de Abogados de Estados Unidos, que evalúa a los candidatos judiciales federales.
Curiel recibió una audiencia ante el Comité Judicial del Senado el 28 de marzo de 2012, la cual informó su nominación al Senado el 26 de abril de 2012, mediante voto de voz. En las primeras horas del 22 de septiembre de 2012, en lo que oficialmente todavía era el día legislativo del 21 de septiembre, el Senado confirmó a Curiel mediante votación oral. Recibió su encargo el 1 de octubre de 2012. Asumió la categoría mayor el 7 de septiembre de 2023.

#### Demandas de la Universidad Trump
En febrero de 2014, Curiel certificó Tarla Makaeff contra la Universidad Trump como un caso de demanda colectiva que alegaba que la Universidad Trump era "un esfuerzo básicamente fraudulento", y aceptó a residentes de tres estados como miembros de esa clase.  En octubre de 2014, Curiel certificó Cohen v. Trump como otra demanda colectiva nacional contra el entonces empresario Donald Trump.  En marzo de 2016, Curiel permitió que Makaeff retirara su nombre de la primera demanda, y el caso pasó a titularse Low v. Trump University.
En mayo de 2016, Curiel accedió a una solicitud del Washington Post de divulgación pública de ciertos documentos y declaraciones de la Universidad Trump que se habían presentado en el caso.
Curiel programó el inicio de un juicio en el caso Low el 28 de noviembre de 2016 en San Diego.  Había planeado iniciar el juicio en el verano de 2016, pero lo pospuso hasta después de las elecciones presidenciales de 2016 debido a la preocupación de que los jurados se vieran afectados por un "frenesí mediático" si el juicio se llevara a cabo antes de las elecciones.
En noviembre de 2016, después de que Trump fuera elegido presidente, sus abogados pidieron que el caso se retrasara hasta después de la toma de posesión de Trump, prevista para el 20 de enero de 2017. Curiel negó la solicitud, pero instó a las partes a buscar un acuerdo y reclutó al juez de distrito Jeffrey T. Miller para facilitar las conversaciones para llegar a un acuerdo. El 18 de noviembre se anunció y fue certificado por Curiel un acuerdo de 25 millones de dólares para los tres casos pendientes (las dos demandas colectivas de Curiel más una demanda presentada por el fiscal general de Nueva York). La implementación del acuerdo se retrasó porque un demandante individual deseaba presentar una demanda por separado. Un tribunal de distrito y un tribunal de apelaciones rechazaron el reclamo de ese individuo, y Curiel finalizó el acuerdo en abril de 2018. Los antiguos alumnos ahora pueden obtener un reembolso de hasta el 90 % del dinero que gastaron en los cursos.
Durante la campaña, Trump criticó repetidamente a Curiel en discursos y entrevistas de campaña, llamándolo "hater de Donald Trump", diciendo que sus decisiones han sido injustas y que Curiel "resulta ser, creemos, mexicano, lo cual es genial". multa", al tiempo que sugiere que el origen étnico del juez planteaba un conflicto de intereses a la luz de la propuesta de Trump de construir un muro en la frontera entre Estados Unidos y México..  Curiel escribió en documentos judiciales que Trump ha "puesto en duda la integridad de estos procedimientos judiciales",  pero tiene prohibido responder públicamente a las afirmaciones de Trump en vista de las reglas que prohíben los comentarios públicos de los jueces sobre casos activos.
Los expertos legales criticaron los ataques originales de Trump contra Curiel, considerándolos racialmente cargados, infundados y una afrenta al concepto de un poder judicial independiente.  El 7 de junio de 2016, Trump emitió una extensa declaración diciendo que sus críticas al juez habían sido "malinterpretadas" y que sus preocupaciones sobre la imparcialidad de Curiel no se basaban únicamente en el origen étnico, sino también en los fallos del caso. En respuesta, Nat Hentoff, miembro del Instituto Cato, escribió que hasta el momento en el caso, Curiel había fallado a favor de Trump la mayoría de las veces, incluida la concesión de su moción para retrasar el juicio hasta después de las elecciones presidenciales de 2016, y concluyó que "Donald Trump ha una forma extraña de mostrar su aprecio por un juez de primera instancia que, como dijo su abogado, simplemente está 'haciendo su trabajo'".  En noviembre de 2017, en una audiencia en la corte de apelaciones, uno de los abogados de Trump dijo que Trump había cambiado de opinión. de Curiel y ahora consideraba sus acciones como un "ejemplo de libro de texto de un tribunal de distrito que administra adecuadamente un acuerdo".

#### Demanda de Daca
En abril de 2017, Curiel fue asignado para escuchar el caso de un hombre de 23 años cuyos abogados dicen que fue deportado a México el 18 de febrero por la Patrulla Fronteriza a pesar de estar registrado bajo el programa de Acción Diferida para los Llegados en la Infancia, habiendo llegado a Estados Unidos. Estados Unidos de México cuando tenía 9 años. El Departamento de Seguridad Nacional dice que no fue deportado y que debió haber ingresado a México desde Estados Unidos voluntariamente en algún momento. Fue capturado el 19 de febrero tratando de cruzar ilegalmente la frontera hacia Estados Unidos desde México.

#### Caso del muro fronterizo entre Estados Unidos y México
Curiel también escuchó un caso presentado por el Estado de California y la Comisión Costera de California, varios grupos ambientalistas y el representante estadounidense Raúl Grijalva (demócrata de Arizona) que impugnaba las exenciones emitidas en 1996 y 2005 que permitían al gobierno federal eludir algunas normas federales y leyes ambientales estatales para promover la seguridad fronteriza. Estas exenciones fueron otorgadas bajo una ley de inmigración de 1996. Inicialmente se presentaron tres demandas separadas, desafiando el poder del Departamento de Seguridad Nacional de Estados Unidos para renunciar a estas leyes para construir un muro fronterizo. Curiel los consolidó en un solo caso, In re Litigio Ambiental de Infraestructura Fronteriza.
Los demandantes argumentaron que las exenciones eran ultra vires y no estaban autorizadas por la ley de inmigración de 1996; También plantearon impugnaciones constitucionales basadas en la Doctrina de No Delegación, la Cláusula de Cuidarse, la Cláusula de Presentación, la Primera Enmienda y la Décima Enmienda. El 27 de febrero de 2018, Curiel otorgó sentencia sumaria a favor de la administración Trump.

## Membresías
Curiel fue admitido al colegio de abogados en Illinois en 1979, en Indiana en 1980 y en California en 1986.
Curiel es miembro de la American Bar Association y formó parte del Comité Asesor Hispano de la Comisión de Comprensión Pública sobre la Ley de la ABA de 1993 a 1998. Formó parte de la Comisión Asesora de Derecho Penal del Colegio de Abogados del Estado de California de 1994 a 1998, y pasó un año como presidente y otro año como vicepresidente. También formó parte de la junta directiva del Colegio de Abogados de San Diego Asociación de Jueces del Condado y fue miembro de la Asociación de Jueces de California. Formó parte del Comité de Violencia Doméstica del Tribunal Superior de San Diego de 2007 a 2010. Es un miembro de American Inns of Court, Capítulo William B. Enright.
Curiel es miembro de la Asociación de Abogados La Raza de San Diego, una asociación profesional sin fines de lucro de abogados latinos afiliada a una organización estatal, La Raza Lawyers of California. Ni estos grupos ni Curiel están afiliados al Consejo Nacional de La Raza (NCLR), un grupo de defensa no relacionado.
En su cuestionario de 2011, Curiel también señaló que era "miembro vitalicio" de la Asociación Nacional de Abogados Hispanos y miembro de la Asociación Nacional de Fiscales Hispanos, así como de la Asociación de Jueces Latinos.

## Vida personal
Curiel está casado. Él y su esposa, una funcionaria de libertad condicional del tribunal, tienen una hija. Toca la guitarra de jazz.